# Reckling Peak
Reckling Peak är en bergstopp i Antarktis. Den ligger i Östantarktis. Australien gör anspråk på området. Toppen på Reckling Peak är 2 010 meter över havet, eller 66 meter över den omgivande terrängen. Bredden vid basen är 3,1 km.
Terrängen runt Reckling Peak är huvudsakligen platt, men den allra närmaste omgivningen är kuperad. Trakten är obefolkad. Det finns inga samhällen i närheten.